# جینگو
جینگو فیلمی ایرانی به کارگردانی تورج اصلانی محصول سال ۱۳۹۲ است.

## داستان
جینگو کلاژی است درباره تعلیق در زندگی جوانان امروز تهران در میان هیاهو، خستگی، تنهائی، ... و تن سپردن به فراموشی و همزمانی آن با احتمال وقوع پایان دنیا در سال ۲۰۱۲ طبق نظریه نوستراداموس.

## بازیگران
هنگامه قاضیانی
مهدی قوچانی
سیاوش درخشی
سعید ابراهیمی‌فر
پانته‌آ پناهیها
نیلوفر خوش‌خلق
الهه خادمی
اشکان یغمایی